# Leptothrix
Leptothrix es un género de bacterias gramnegativas de la familia Comamonadaceae. Fue descrito en el año 1843. Su etimología hace referencia a pelo fino. Son bacterias aerobias y que presentan vainas. Se encuentran en aguas ricas en minerales. Tienen capacidad para oxidar hierro y manganeso, formando compuestos insolubles. Por ello, tienen interés en el tratamiento de aguas para eliminar estos compuestos. También se ha aislado de aguas residuales y lodos activados.